# Saprosites cariniceps
Saprosites cariniceps är en skalbaggsart som beskrevs av Riccardo Pittino 2008. Saprosites cariniceps ingår i släktet Saprosites och familjen Aphodiidae. Inga underarter finns listade i Catalogue of Life.